# Acid acetylsalicylic/dipyridamole
Thuốc phối hợp axit acetylsalicylic/dipyridamole (tên thương mại Aggrenox, Asasantin) là sự kết hợp thuốc của:
- Acetylsalicylic acid (Aspirin) - Một NSAID cực kỳ phổ biến có tác dụng chống đông máu
- Dipyridamole, một loại thuốc ức chế kích hoạt tiểu cầu [2] khi được dùng mạn tính và gây giãn mạch khi dùng liều cao trong thời gian ngắn.

Sự kết hợp hoạt động như một công thức giải phóng kéo dài và chủ yếu được sử dụng để ức chế tiểu cầu ở những bệnh nhân bị, hoặc có nguy cơ từ các biến cố mạch vành cấp tính và đột quỵ. Việc sử dụng nó đã được chứng minh là tốt hơn so với việc sử dụng dipyridamole hoặc aspirin đơn thuần.